# Giampiero Iatteri
Giampiero Iatteri (1941 – 2004) è stato un astronomo amatoriale italiano.
Il Minor Planet Center gli accredita la scoperta dell'asteroide 13151 Polino effettuata il 22 luglio 1995.
Gli è stato dedicato l'asteroide 29561 Iatteri.